# ノッティンガム城

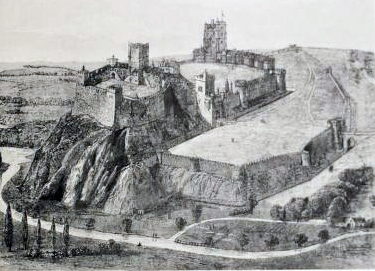
ビクトリア朝時代に再建された時の絵

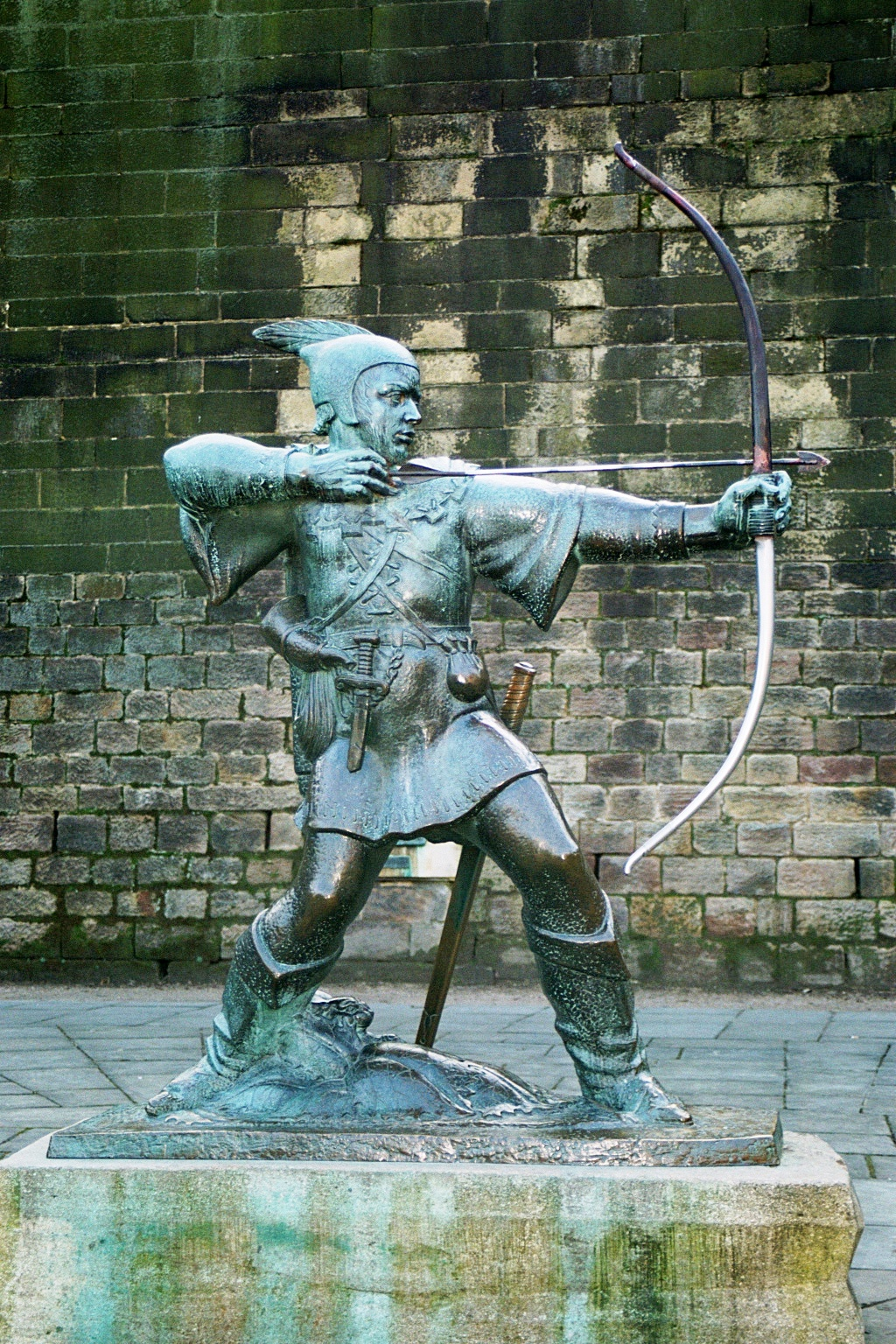
城の前のロビン・フッド像

ノッティンガム城（ノッティンガムじょう、英語：Nottingham Castle）は、イングランドのノッティンガムに建つ城である。
ロビン・フッドの宿敵「ノッティンガムの代官」が住んでいた場所、そしてイングランド王エドワード3世の派閥が、母である王妃イザベルとその愛人ロジャー・モーティマーを捕らえた城として有名である。
南と西に40mの崖を持つCastle Rockという自然の高台の上に建っている。中世において重要な王家の要塞であり、王城であったこともある。16世紀には重要度も低下し、1649年に大規模に破壊された。第2代ニューカッスル公爵ヘンリー・キャヴェンディッシュの手によって再建されたものの、1831年の暴動で焼け落ち廃墟となった。しかし、残った部分を活用して再建され、美術館・博物館となっている。元の城の部分は少ししか残っていないが、当時のレイアウトの面影は充分に残っているとされている。

## 地理
イングランドのほぼ中心部に位置している。Castle Rockという砂岩を露頭させたリーン川（River Leen）が傍に流れ、さらに南にはイギリスで3番目に長いトレント川が流れ、渡河地点を持つこともあり、戦略・交通の要衝として重要な位置を占めた。
砂岩のCastle Rockは掘りやすく、地下牢・貯蔵庫や、エドワード3世の派閥がイザベラとモーティマーを捕らえた際に潜入用として使用した秘密の通路・モーティマーの穴が作られている。
近くには貴族たちの狩猟場となる森が複数あり、そのうちの1つにはロビン・フッドが隠れ住んだシャーウッドの森がある。

## 歴史
アングロサクソン入植地の時点では、今日のLace Marketと呼ばれる限られた土地に住み、かなりの防衛柵と防壁に囲まれていた。この守りもノルマン・コンクエストで破壊されるが、築城と共に守りが固められ、1086年の土地台帳『ドゥームズデイ・ブック』にもこの様子が記録されている。
最初の城は、ノルマン・コンクエストを行ったウィリアム1世（征服王）の命で、ヘイスティングズの戦いの2年後の1068年に木造のモット・アンド・ベーリーとして建てられた。この木造の城は、ヘンリー2世の治世時（在位：1154年 - 1189年）により強固な石の城に建て替えられた。この城は堂々として複雑な構造をもつ城で、Castle Rockの高台にアッパーベーリー（囲い）、北に王の住居を持つミドルベーリー（囲い）、東にlarge outer bailey（囲い）を持っていた。
1194年3月には、ヘンリー2世の息子リチャード1世の支持者が十字軍で使った物と同じ攻城兵器を使用し、この城を占拠したリチャード1世の弟ジョンの支持者を降伏させた。
1330年10月19日、エドワード3世の18歳の誕生日直前にエドワード3世の派閥が、父エドワード2世を殺し政権を意のままにしていた母である王妃イザベルとその愛人ロジャー・モーティマーを捕らえた。

### 王宮
エドワード3世はこの城を居城とし、ここに議会を開いた。1346年には、百年戦争と連動したネヴィルズ・クロスの戦いで捕虜となったスコットランド王デイヴィッド2世の幽閉先ともなった。1365年、エドワード3世はミドルベイリーの西側を強化し、新しい塔や刑務所などを設置した。
リチャード2世はロンドンに議会を開き、1397年の会議以降はこの城に訪れていない。
1403年から1437年まで、ヘンリー4世の妃ジョーンの居城となった。薔薇戦争の時のみ、軍の施設として再使用された。
イングランド王エドワード4世は、この城で自身が王であると宣言し、1476年に新しい塔と王居の建設を命じた。1536年、ヘンリー8世は城の強化と人員増加を行った。1538年に王室の大臣は補修の必要性を報告した。1525年には「大ホールの屋根の一部が落ちてしまった。また新しい建物の方でも木材、ガラスや鉛の腐食がみられた」という報告がなされていた。

### 内戦
16世紀には大砲によって陳腐化したことから、1600年以降は王宮とはされなかった。清教徒革命（イングランド内戦）勃発直後に、この城は幾度もの戦闘に晒され早々に半壊状態になった。
第一次イングランド内戦が開始し、1642年8月にチャールズ1世はノッティンガムを軍の集結地点として選んだが、出発した直後に議会派の軍がCastle Rockを確保し防衛線を構築してしまっていた。議会派はジョン・ハッチンソンの指揮のもと、内戦終結まで幾度もの王党派の攻撃を撃退した。
1649年のチャールズ1世処刑後、再使用できないよう城は完全に破壊された。

### 現在の公爵邸

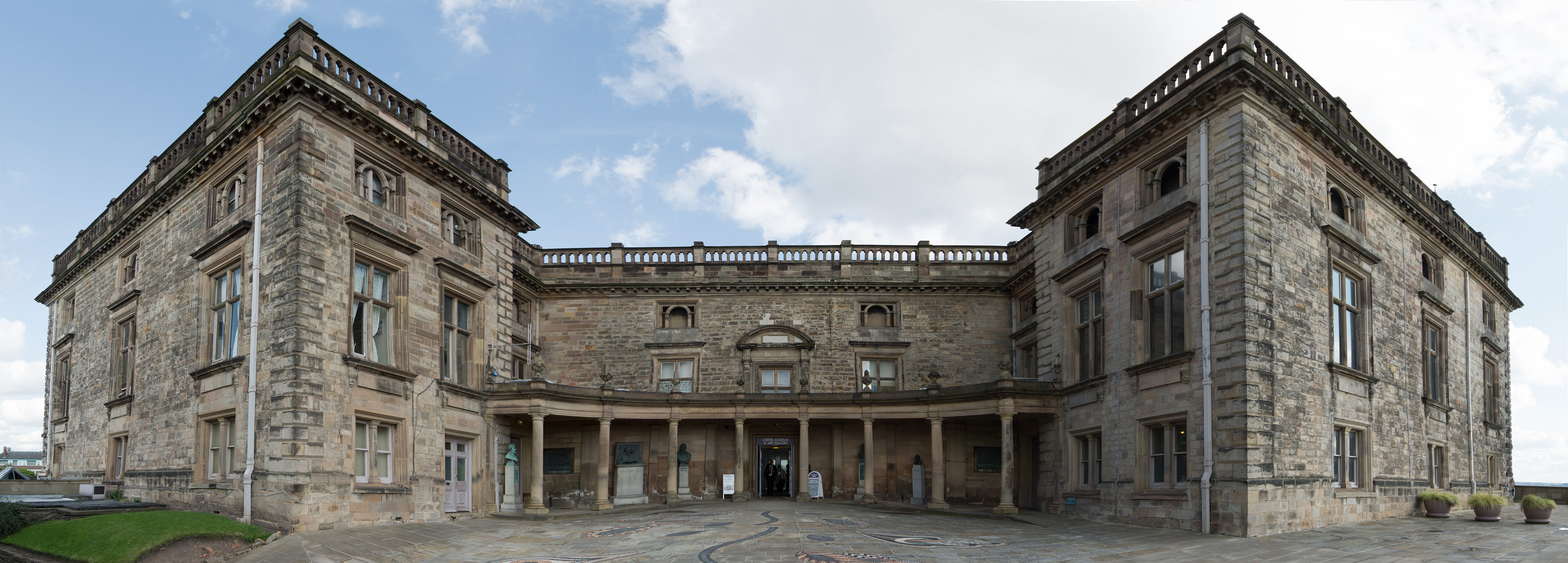
公爵邸の入り口

チャールズ2世による1660年の王政復古後、1674年から1679年の間に第2代ニューカッスル公爵ヘンリー・キャヴェンディッシュによって前の構造の礎に建てられた。
しかし、産業革命の到来とともに公爵の権勢は衰え、インドを除いた大英帝国において最低なスラム街を持つに至った。そして1831年、スラム街に住む住人は選挙法改正法の成立に反対するニューカッスル公ヘンリー・ペラム＝クリントンに抗議し、邸宅を焼き払った。
1875年に復元され、1878年にウェールズ公（後のエドワード7世）によってノッティンガム城博物館として公開された。

### ノッティンガム城博物館
2018年7月から2年間、3000万ポンドを使った改修のため閉館した。
ノッティンガムで作られた陶器、大理石彫刻、ノッティンガムレースのコレクションや多くの絵画作家の作品が展示されている。